# Zespół Havelocka Ellisa
Ten artykuł opisuje teorie, metody lub czynności niezgodne ze współczesną wiedzą medyczną.
Zespół Havelocka Ellisa – osiąganie orgazmu przez kobietę w wyniku autostymulacji strumieniem wody, często z towarzyszącym poczuciem winy lub nienormalności. W zespole tym powstaje uwarunkowanie na taką formę masturbacji i niemożliwe staje się osiągnięcie orgazmu za pomocą innych technik. Prowadzi to do trudności w kontaktach seksualnych z partnerem.
Zwykle pierwszy orgazm wywołany stymulacją wodą powstaje przypadkowo w trakcie kąpieli i nie powoduje zaburzeń. Dopiero powtarzanie tego rodzaju zachowań prowadzi do powstania zespołu i odczuwania pobudzenia narządów płciowych przez partnera jako niesatysfakcjonujące.
Leczenie polega na stopniowym zastępowaniu stymulacji wodą przez inne formy stymulacji partnerskiej (oralną, manualną).
Dawniej zespół Havelocka Ellisa traktowany był jako jedna z form urofilii.